# Arrondissement di Dendermonde
L'arrondissement di Dendermonde (in olandese Arrondissement Dendermonde, in francese Arrondissement de Termonde) è una suddivisione amministrativa belga, situata nella provincia delle Fiandre Orientali e nella regione delle Fiandre.

## Composizione
L'arrondissement di Dendermonde raggruppa 10 comuni:
- Berlare
- Buggenhout
- Dendermonde
- Hamme
- Laarne
- Lebbeke
- Waasmunster
- Wetteren
- Wichelen
- Zele

## Società

### Evoluzione demografica
Abitanti censiti
- Fonte dati INS - fino al 1970: 31 dicembre; dal 1980: 1º gennaio